# Giovanni Fattori
Giovanni Fattori (25. října 1825, Livorno – 30. srpna 1908, Florencie) byl italský malíř, vůdčí reprezentant umělecké skupiny Macchiaioli.
Pocházel z nižší střední vrstvy a studoval u Giuseppa Baldiniho v Livornu a od roku 1846 na škole Accademia di Belle Arti ve Florencii u Giuseppa Bezzuoliho. V letech 1848-1849 se účastnil hnutí za nezávislost Itálie.
Pod vlivem Giovanniho Costy se připojil k hnutí Macchiaioli, které v opozici k tehdejšímu akademickému malířství prosazovalo realističtější malbu v plenéru. Spřátelil se s představiteli hnutí Telemacem Signorinim, Adrianem Cecionim, Vincenzem Cabiancou a Cristianem Bantim.

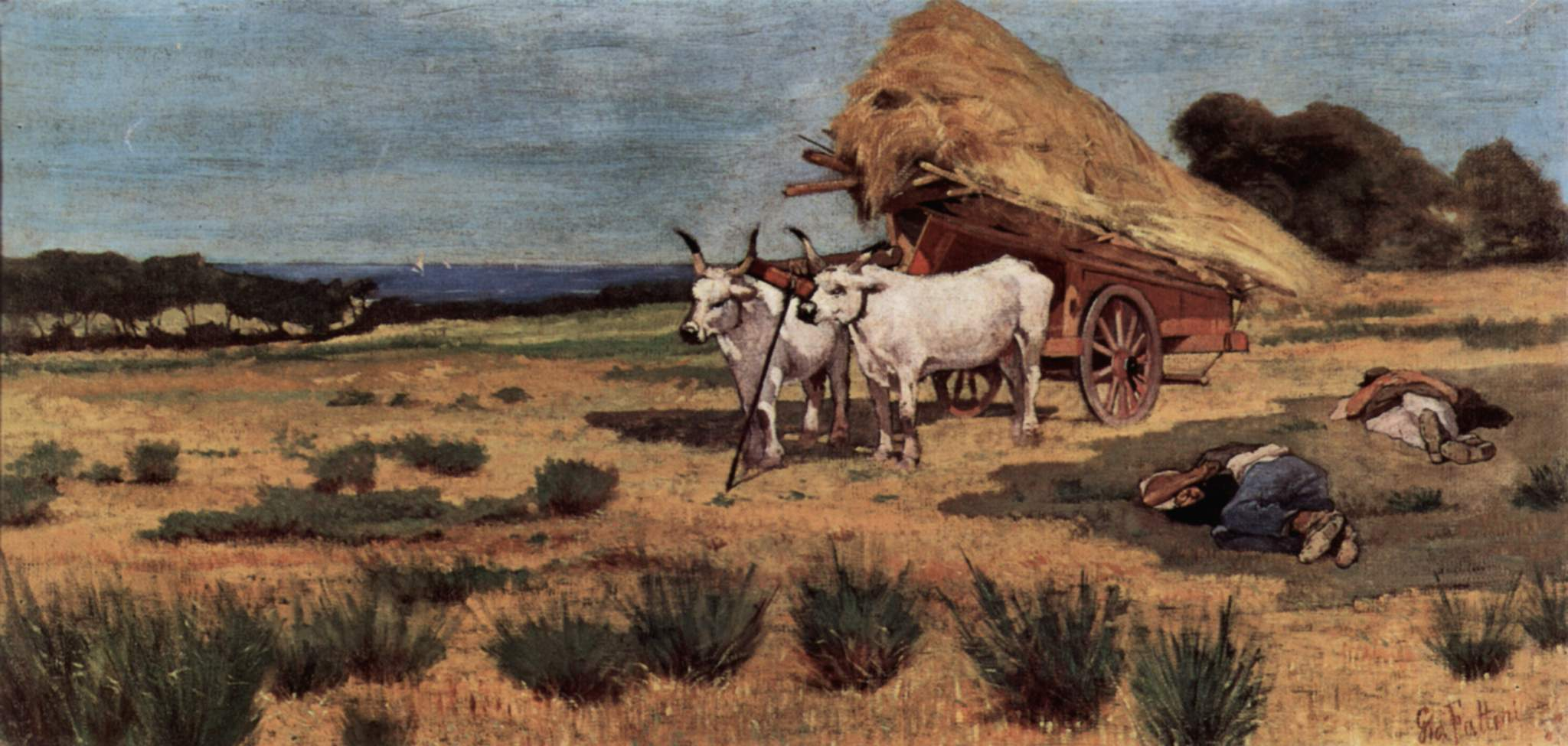
Giovanni Fattori: Odpočinek v Maremmě s rolníky a volským spřežením, kolem 1874

Roku 1861 zvítězil soutěži o bitevní scénu (Italské pole po bitvě u Magenta, nyní v Galleria d'Arte Moderna, Florencie). V roce 1875 byl krátce v Paříži, kde ho ovlivnili Camille Corot a Edouard Manet. V letech 1873-1880 maloval v Kampánii a 1880-1890 v oblasti Maremma v Toskánsku. V roce 1895 se stal profesorem krajinomalby na Accademia di Belle Arti ve Florencii.
Maloval krajiny, venkovské scény a byl známý i tvorbou realistických bitevních scén (např. Padlý jezdec, 1880, Galleria d'Arte Moderna, Florencie). Mezi další významné práce patří Červené vozíky (Pinacoteca di Brera) a Portrét sestřenice Argie (1861, Galleria d'Arte Moderna, Florencie). Některé obrazy maloval na víka krabic od doutníků.